# Aedes turneri
Aedes turneri är en tvåvingeart som beskrevs av E. Sydney Marks 1963. Aedes turneri ingår i släktet Aedes och familjen stickmyggor. Inga underarter finns listade i Catalogue of Life.